# Мосты в Козлукёрпю
Мосты Гетавана — несохранившиеся три каменных арочных моста через реку Тертер в селе Козлукёрпю Агдеринского района Азербайджана.

## История
Мосты были построены в X—XIII веках. Мосты находились на расстоянии 3-4 м друг от друга. По всей вероятности, после разрушения каждого из старых мостов строился очередной новый. Все они были однопролётными арочными из необработанного камня, на известковом растворе. Ширина нижнего моста составляла 5,46 м, среднего — 4,4 м. До настоящего времени сохранились только левобережные опоры нижнего и среднего мостов.